# Тлегенов Ошакбай
Тлеге́нов Ошакба́й (каз. Тілегенов Ошақбай; 1912 год, Ульгули (Жамбылская область), Свердловский район Жамбылской области, Казахская ССР, 30 марта 1978 г., Алма-Ата) — юрист, судья, деятель советских органов прокуратуры и суда. Член Верховного Суда СССР (1946—1951 год), Председатель Карагандинского областного суда (1942—1946 год), заместитель Народного комиссариата юстиции КазССР (1940—1942 год).

## Биография
Родился в 1912 году в Южно-Казахстанской области, Свердловского района, в крестьянской семье. Отец и мать умерли в 1920 году. Оставшись круглым сиротой, с 1920 по 1926 годы находился на воспитании сначала у своего дяди, затем у единоличника, где по совместительству работал пастухом.
В 1926 году поступил в интернат в г. Джамбул, где находился до 1928 года. В 1928 году был командирован делопроизводителем в город Чимкент.
В конце 1928 года по окончании курса был направлен в город Туркестан, где работал делопроизводителем рабочего кооператива до мая 1929 года.
В августе 1929 года переехал в город Чимкент и до июня 1930 года работал секретарем Сырдарьинского окружного суда.
С июля 1930 года по ноябрь 1930 года по линии комсомола командирован и стал слушателем 3-х месячных курсов счётных работников в Госбанке КАССР в городе Алма-Ата.
В 1930—1940 годах года являлся членом Всесоюзного ленинского коммунистического союза молодёжи.
В 1930—1932 годах работал в Гурьевской районной конторе Госбанка СССР сначала помощником бухгалтера, затем с февраля 1931 года экономистом. С января по май 1932 года являлся слушателем 6-ти месячных курсов работников Госбанка в городе Казань, откуда был отозван досрочно. С мая по октябрь 1932 года работал консультантом Казахской краевой конторы Госбанка СССР в городе Алма-Ата.
С ноября 1932 года по май 1933 года работал инспектором Меркенской районной конторы Соцзембанка СССР.
Июль-декабрь 1933 года работал счетоводом колхоза «Батрак» Свердловского района Южно-Казахстанской области.
В 1933 году он женился на своей соотечественнице Исаковой Сарие Исааковне и создал семью.
В 1935 году родился сын Окметали (Окен) Ошакбаевич (1935—1961). Захоронен в городе Алма-Ата.
С ноября 1934 года по май 1936 года — секретарь сельсовета села Политотдел в Джамбульском районе.
Май-декабрь 1936 года — секретарь городского народного суда города Джамбул.
Январь 1937 года — июль 1938 года — командирован и стал слушателем 2-х годичной юридической школы Наркомюста КазССР с городе Алма-Ата, окончил досрочно по специальности юрист. За отличную учёбу награждён денежной премией и при окончании учёбы награждён Почётной грамотой и 2-х недельной путевкой в дом отдыха.
В 1938 году родился сын Мохамед Али (Мукан) Ошакбаевич (1938—1955 год). Трагически погиб при освоении Целины. Захоронен в городе Алма-Ата.
Август 1938 года — сентябрь 1938 года — инспектор по жалобам Карагандинского областного суда.
С 1936 года — член ЦК Союза работников суда и прокуратуры КазССР.
В 1938 году являлся участником 1-й районной конференции Сталинского городского районного комитета ЛКСМК города Караганда от комсомольской организации суда и прокуратуры (делегатский билет № 90).
Сентябрь 1938 года — июнь 1940 года — член Карагандинского областного суда. Сентябрь 1938 года — август 1939 года — заведующий орготделом Карагандинского областного суда. С августа 1939 года — заместитель председателя Карагандинского областного суда по уголовной коллегии.
Июнь 1940 года — август 1942 года — заместитель Народного комиссариата юстиции КазССР (Приказ о назначении НКЮ Казахской ССР от 4 февраля 1940 г. № 281).
В 1942 году участвовал в совещании работников органов НКЮ и Карагандинского областного суда.
Август 1942 года — май 1946 года — освобождён от должности Заместителя Наркома юстиции Казахской ССР в связи с избранием председателем Карагандинского суда (Приказ о назначении от 5 августа 1942 г. № 45).
19 марта 1946 г. вышло Постановление Верховного Совета СССР об избрании членом Верховного Суда СССР. Удостоверение от 19 марта 1946 г. № 60. 20 мая 1946 г. года освобождён от должности Председателя Карагандинского суда в связи с переходом на работу в Верховный Суд Союза СССР в город Москва (Приказ от 20 мая 1946 г.). 2 августа 1946 г. зачислен членом судебной коллегии по уголовным делам Верховного суда СССР (Приказ от 2 августа 1946 г. № 83).

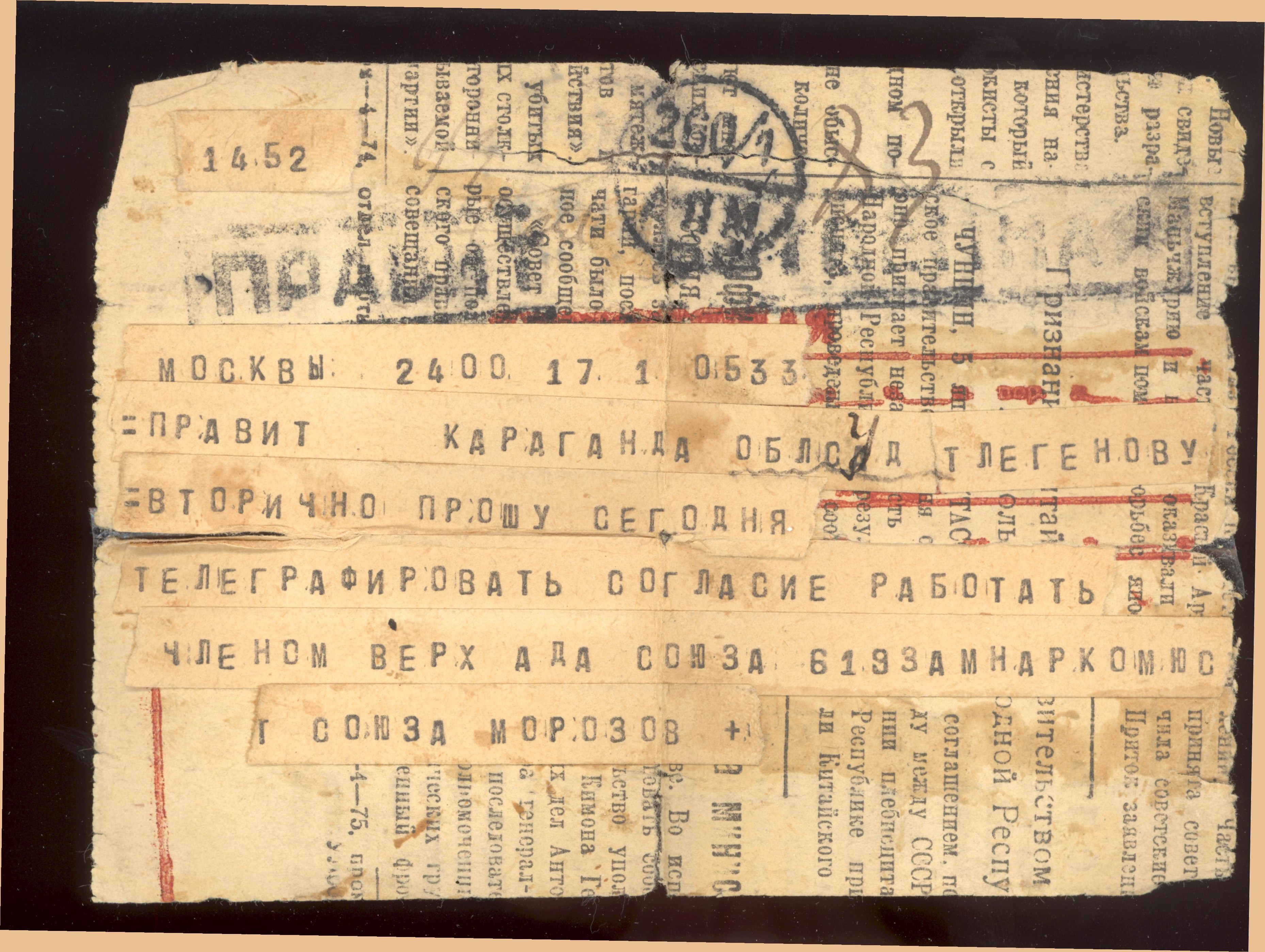
Телеграмма Тлегенову Ошакбаю о согласии работать в Верховном Суде СССР

Март 1946 года — март 1951 года — член Верховного Суда СССР .

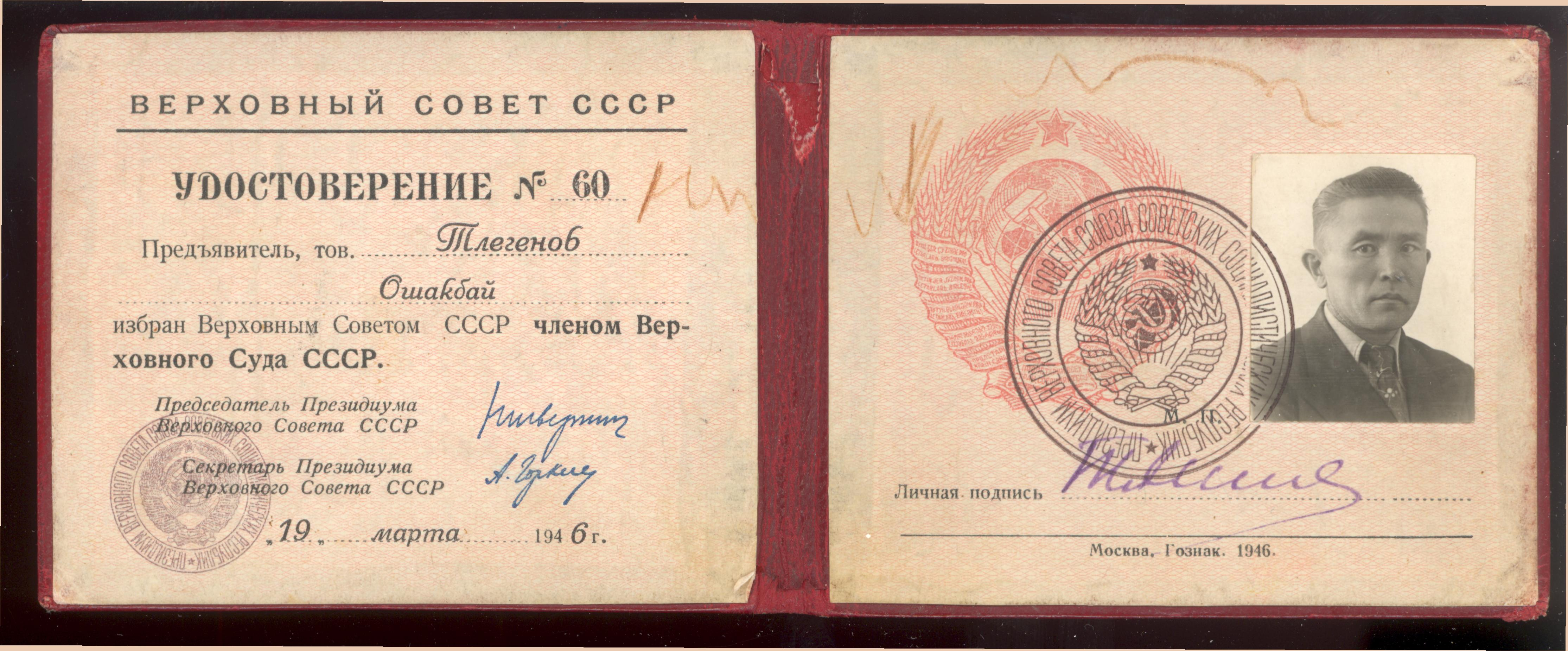
Удостоверение Тлегенова Ошакбая, Члена Верховного Суда СССР

Август 1946 года — март 1951 года — член судебной коллегии по уголовным делам Верховного суда СССР.

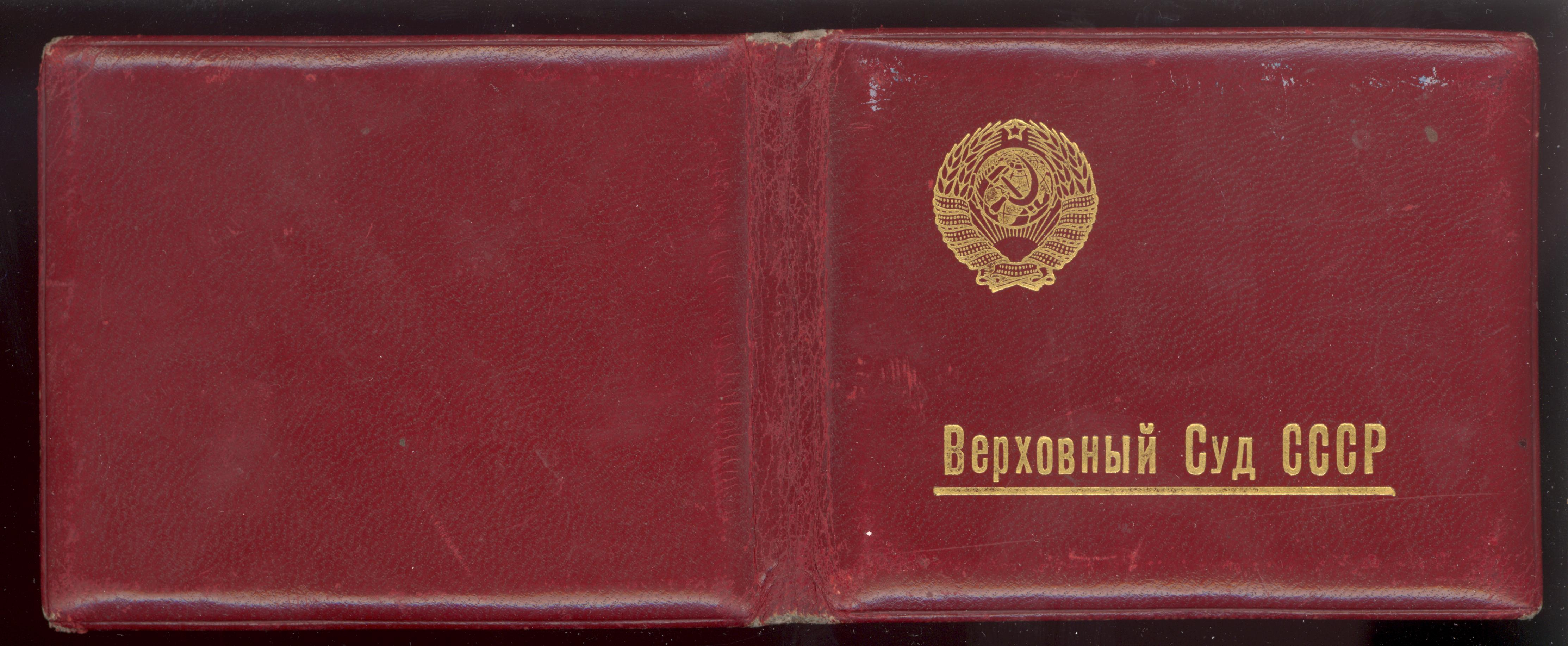
Обратная сторона удостоверения члена Верховного Суда СССР Тлегенова Ошакбая

В 1949 году в городе Москва родилась в дочь Айгуль Ошакбаевна. В настоящее время (2023 год) проживает в городе Алма-Ата.
15 марта 1951 года в связи с окончанием полномочий освобожден от занимаемой должности Члена Верховного Суда СССР (Приказ № 46 от 12.03.1951 года).
Март — май 1951 года — заведующий криминалистической лабораторией Министерства юстиции Казахской ССР (Приказ о назначении № 62 от 23.04.1951 года).
22 мая 1951 г. избран членом Верховного Суда Казахской ССР (Приказ от 22 мая 1951 г. № 74).
Май 1951 года — сентябрь 1962 года — Член Верховного суда Казахской ССР (Указ Президиума Верховного Совета Казахской ССР от 21 мая 1951 г. № ПК-267). В качестве члена Верховного Суда СССР он одни дела отправлял на новое расследование, по некоторым выносил оправдательный приговор, по другим оставлял наказание как есть и к любому делу относился по справедливости.
В 1951 году родился сын Тукен Ошакбаевич (1951—1999 год). Захоронен в городе Алма-Ата.

В ноябре 1951 года командирован ЦК КП(б) Казахстана в Восточно-Казахстанскую область для проверки хода подготовки к выборам народных судов (удостоверение от 31 октября 1951 г. № 610). 

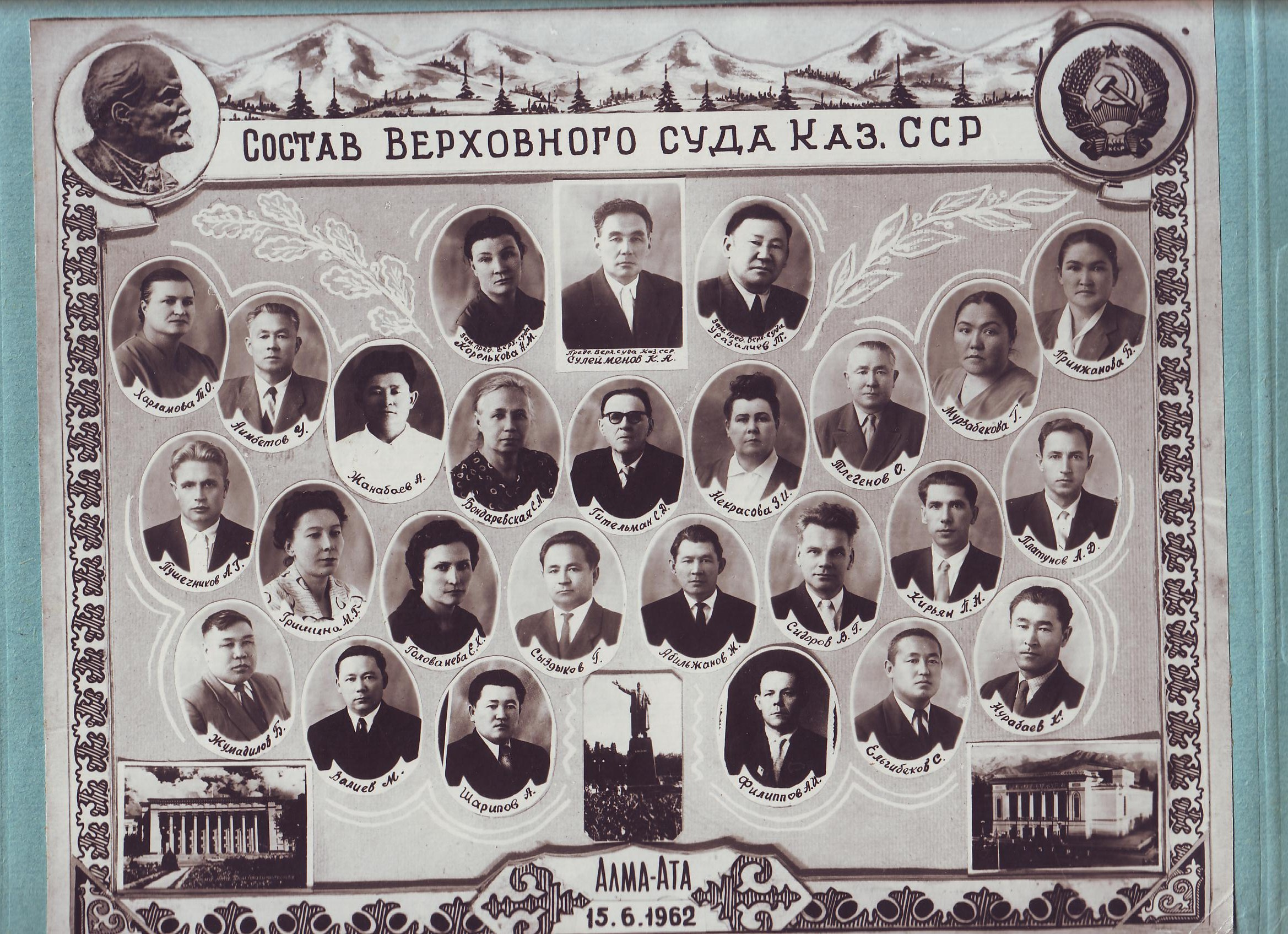
Состав Верховного суда КазССР

В 1952 году принимает участие в качестве приглашённого в работе сессии Верховного Совета Казахской ССР.
В 1953 году родилась дочь Алмагуль Ошакбаевна (1953—1972 год). Трагически погибла в Студенческом Строительном Отряде. Захоронена в г. Алма-Ата.
В 1954 году участвует в собрании партийного актива Алма-Атинской городской партийной организации (билет № 888).
4 мая 1954 г. Президиум ЦК КПСС принял решение о пересмотре всех дел на лиц, осуждённых за «контрреволюционные преступления» как судебными, так и внесудебными органами, находившихся в то время в местах заключения и ссылке на поселении. С этой целью были созданы комиссии, в которые вошли руководящие работники Прокуратуры, МВД, КГБ и Министерства юстиции СССР. В СССР было создано 97 комиссий, не считая центральной. Центральную комиссию возглавил Генеральный прокурор СССР Р. А. Руденко, местные — прокуроры республик, краёв и областей. В Казахстане комиссия состояла из пяти человек, которую возглавил Председатель Верховного суда КазССР Досанов Абдрахман, его заместители Корольков, Мамутов Асабай и члены Верховного суда Бондаревский и Тлегенов Ошакбай
Комиссией была проведена большая работа по реабилитации лиц, осуждённых Коллегией ОГПУ, Особым совещанием при НКВД, МГБ, МВД СССР, Военной коллегией Верховного суда СССР, военными трибуналами воинских частей, находившихся за границей. Многие были реабилитированы посмертно.
В 1955 году родился сын Букен Ошакбаевич. В настоящий момент проживает в городе Алматы (2025 год).
В 1962—1965 годах — для укрепления районных судов был направлен в качестве Народного судьи Фрунзенского района города Алма-Аты.
С 1965 года до выхода на пенсию был заместителем председателя Алма-Атинского областного суда.
После продолжительной болезни умер в 1978 году.

## О Тлегенове Ошакбае
Талант судьи О.Тлегенова раскрылся на посту председателя судебной коллегии по уголовным делам Карагандинского областного суда, председателя Карагандинского областного суда (1942—1946 год), члена судебной коллегии по уголовным делам Верховного Суда СССР (1946—1951 год). Далее он работал членом Верховного суда Казахской ССР, народным судьёй Фрунзенского района г. Алма-Аты, зам. председателя Алматинского областного суда. К сожалению, в 1978 году после продолжительной болезни О. Тлегенов скончался, оставив свой след в истории становления судебной системы Казахстана.
Государство высоко оценило деятельность О. Тлегенова, наградив медалями «За добросовестный труд в Великой Отечественной Войне 1941—1945 год» и «За трудовую доблесть».
Лично я познакомился с Ошакбай-ага в 1961 году, когда поступил в КазГУ на экономический факультет. Особенно хочется отметить его простоту в общении, открытость, справедливость, желание помочь людям. Именно эти черты были характерны в период его деятельности на различных постах. В ходе многочисленных встреч и бесед я каждый раз убеждался в его порядочности, Ошакбай-ага жил очень скромно, не позволял себе ходатайствовать перед руководством об улучшении жилищных условий, хотя испытывал в этом потребность. Запомнились его мысли о том, что необходимо проводить постоянную большую профилактическую работу среди населения и, в частности, с подрастающим поколением. Не оставались вне поля зрения также вопросы нравственности и права. Одним словом, Ошакбай Тлегенов имел принципиальную позицию по дальнейшему развитию судебной системы и государственности, отдельные мысли перекликались с проблемами современности.
Марат Әбидоллаұлы Биекенов
профессор,
доктор философских наук

## Память
- 14 марта 2001 г. в городе Астана был открыт Музей истории права при Верховном Суде Республики Казахстан.
Экспонаты, документы, фотографии для Музея истории права были собраны в государственных исторических архивах, музеях и библиотеках Казахстана, а также городов Омск, Москва, Санкт-Петербург Российской Федерации. Среди них — исторически ценные документы, фотографии по суду биев.
В разделе музея «Государственная судебная система советского периода» представлены имена людей, добросовестно трудившихся в судебной сфере, защищавших страну на фронтах Великой Отечественной войны. На фотографиях и других документах на стендах музея отображена тяжелая судьба ветеранов судебных органов[5]. Помимо уголков других деятелей советских органов прокуратуры и суда представлен уголок Тлегенова Ошакбая, где размещены фотографии и документы в период его трудовой деятельности.
- В 2007 году Фондом "Изучения наследия репрессированной интеллигенции Казахстана «АРЫС» издана книга «Наркомы Казахстана 1920—1946 год. Биографический справочник»[6], где на 334—335 страницах напечатана биографическая справка Тлегенова Ошакбая.

## Поиск сведений о Тлегенове Ошакбае
На протяжении многих лет дети и внуки Тлегенова Ошакбая собирают сведения об их отце и деде. В силу специфики его деятельности, многие архивные документы засекречены по сей день. Потомки не теряют надежду найти максимальный объём информации о Тлегенове О.
В 2015 году, написав очередное письмо-запрос в Государственный архив Российской Федерации, они, наконец, получили ответное письмо с заверенными ксерокопиями выявленных документов, в которых упоминается Тлегенов Ошакбай, среди которых протоколы, письма, сведения о количестве рассмотренных дел, учётные карточки о награждении.
В том же 2015 году результатом длительной переписки с Карагандинском областным судом они также получили рассекреченные материалы с Государственного архива Карагандинской области, в том числе собственноручно написанная автобиография Тлегенова Ошакбая, личные листки и разного рода информация, относящаяся к его трудовой деятельности. Кроме того, Букен Ошакбаевич, сын Тлегенова Ошакбая, получил приглашение посетить читальный зал Государственного архива Карагандинской области, где он смог лично ознакомиться со всеми документами. После посещения архива Тлегенов Букен выразил благодарность работникам Карагандинского областного суда и Государственного архива Карагандинской области путём обращения к ним через статью «Знать свои корни» в газете «Индустриальная Караганда».

## Награды и звания
- Медаль «За доблестный труд в Великой Отечественной Войне» (1941—1945 год);
- Медаль «За трудовую доблесть» (1944);[8]
- За активное участие в пропагандистской работе награждён почётными подарками Алма-Атинским городским отделом общества «Знания».